# Petrobia apicalis
Petrobia apicalis är en spindeldjursart som beskrevs av Banks 1917. Petrobia apicalis ingår i släktet Petrobia och familjen Tetranychidae. Inga underarter finns listade i Catalogue of Life.